# Vallebrón y valles de Fimapaire y Fenimoy
Vallebrón y valles de Fimapaire y Fenimoy este o arie protejată (arie de protecție specială avifaunistică — SPA) din Spania întinsă pe o suprafață de 5.803,32 ha, integral pe uscat.

## Localizare
Centrul sitului Vallebrón y valles de Fimapaire y Fenimoy este situat la coordonatele 28°35′06″N 13°54′36″W / 28.585°N 13.9099°V.

## Înființare
Situl Vallebrón y valles de Fimapaire y Fenimoy a fost declarat arie de protecție specială avifaunistică în octombrie 2006 pentru a proteja 7 specii de animale.

## Biodiversitate
Situată în ecoregiunea , aria protejată nu include niciun habitat protejat.
La baza desemnării sitului se află mai multe specii protejate de  păsări (7): Bucanetes githagineus, pasărea ogorului (Burhinus oedicnemus), Chlamydotis undulata, șoim călător (Falco peregrinus), vultur egiptean (Neophron percnopterus), Saxicola dacotiae, turturică (Streptopelia turtur).
Pe lângă speciile protejate, pe teritoriul sitului au mai fost identificate 15 specii de păsări.